# Neolloydia

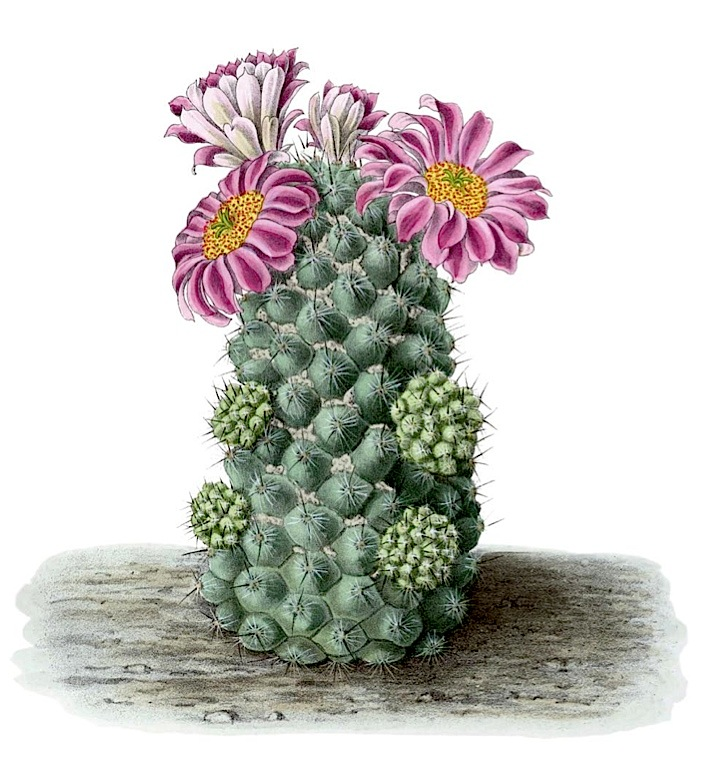
Neolloydia conoidea auf der Tafel 96 von 1907 aus Blühende Kakteen

Neolloydia ist eine Pflanzengattung aus der Familie der Kakteengewächse (Cactaceae). Der botanische Name der Gattung ehrt den amerikanischen Botaniker Francis Ernest Lloyd (1868–1947).  Der Zusatz „Neo“ war notwendig, da der Name Lloydia schon an eine Gattung der Liliengewächse (Liliaceae) vergeben war.

## Beschreibung
Die kleinen, niedrig wachsenden Arten der Gattung Neolloydia sind einzeln oder bilden lockere Polster. Die etwas gelblich grünen Triebe haben für gewöhnliche weißliche wollige Scheitel und sind kugelförmig bis zylindrisch. Bei einem Durchmesser von 3 bis 6 Zentimeter erreichen sie Wuchshöhen von 5 bis 24 Zentimeter. Rippen sind nur schwach ausgeprägt oder fehlen ganz. Die kegelförmig, 3 bis 10 Millimeter langen, 6 bis 10 Millimeter breiten Warzen sind hingegen deutlich ausgeprägt. Die dimorphen, 3 bis 5 Millimeter im Durchmesser großen Areolen sind 8 bis 12 Millimeter voneinander entfernt und weisen eine areolare Furche auf. Die 1 bis 2 (selten bis 6) Mitteldornen, die auch fehlen können, sind variabel, schwarz bis rötlich-braun, gerade und aufrecht. Sie werden zwischen 5 und 25 Millimeter lang. Die strahlenden, geraden Randdornen sind alle weiß oder weißlich mit einer dunklen Spitze und erreichen eine Länge von 5 bis 7 Millimeter.
Die ziemlich kleinen, trichterförmigen Blüten sind purpurrot, 2 bis 3 Zentimeter lang mit einem Durchmesser von 4 bis 6 Zentimeter. Ihr Blütenbecher ist kahl.
Die runden, grünen, später grünlich-braun werdenden Früchte sind kahl, nicht aufreißend und haben einen Durchmesser von 4 bis 5 Millimeter. Sie enthalten schwarze, birnenförmige, gewarzte Samen.

## Systematik und Verbreitung
Das Verbreitungsgebiet der Gattung Neolloydia erstreckt sich von West-Texas, südlich durch die Chihuahua-Wüste bis in den Norden von Mexiko nach Querétaro.
Die Erstbeschreibung der Gattung erfolgte 1922 durch Nathaniel Lord Britton und Joseph Nelson Rose. Die Typusart der Gattung ist Neolloydia conoidea.
Zur Gattung gehören die Arten:
- Neolloydia conoidea (DC.) Britton & Rose  ≡ Cochemiea conoidea (DC.) P.B.Breslin & Majure
- Neolloydia inexpectata D.Donati[4]
- Neolloydia matehualensis Backeb. = Cochemiea conoidea (DC.) P.B.Breslin & Majure

Ein Synonym der Gattung ist Napina Frič.

## Nachweise

## Weiterführende Literatur
- Edward F. Anderson: A revision of the genus Neolloydia B. & R. (Cactaceae). In: Bradleya. Band 4, 1986, S. 1–28.